# Список нематериального культурного наследия в Азербайджане
В списке шедевров нематериального культурного наследия ЮНЕ́СКО в Азербайджане значится 24 наименования (на 2024 год), 12 из которых включены в список совместно с одной или несколькими странами. 22 элемента включены в представительный список, 2 — в список наследия, нуждающегося в срочной защите. В реестре передового опыта по сохранению наследия элементы от Азербайджана отсутствуют.
Конвенция об охране нематериального культурного наследия была принята 17 октября 2003 года на генеральной конференции ЮНЕСКО в Париже. Азербайджан ратифицировал конвенцию 18 января 2007 года. Азербайджанский мугам стал первым шедевром от страны и был занесён в список наследия в 2008 году.
В цикле 2024 года 2 номинации в представительный список от Азербайджана находятся под рассмотрением Комитета ЮНЕСКО: Новруз (совместно с 12 другими странами) и Ремесленное искусство тандыра и выпечка хлеба в Азербайджане. В цикле 2025 года номинации от Азербайджана отсутствуют.

## Представительный список
В данной таблице шедевры устного и нематериального культурного наследия расположены в порядке их добавления в представительный список.
| #  | Изображение | Название | Краткое описание | Критерии | Год внесения в список | №        |
| -- | ----------- | --- | --- | --- | --------------------- | -------- |
| 1  |             | Азербайджанский мугам (азерб. Azərbaycan muğamı) | Мугам — традиционный музыкальный жанр, для которого характерна большая степень импровизации. Несмотря на то, что мугам является классическим и академическим искусством, он опирается на популярные бардовские мелодии, ритмы и исполнительские приемы и исполняется на многих площадках по всей стране. | исполнительские искусства | 2008                  | 39       |
| 2  |             | Искусство азербайджанских ашугов (азерб. Azərbaycan aşıq sənəti) | Искусство азербайджанских ашугов включает в себя поэзию, повествование, танец, вокальную и инструментальную музыку и является символом азербайджанской культуры. Под аккомпанемент саза, ашуги исполняют различные песни, дастаны, стихотворения и многочисленные рассказы. Ашуги также способствуют культурному обмену и диалогу: курды, лезгины, талыши, таты и другие этнические группы, проживающие в стране, часто практикуют ашугское искусство, а их стихи и песни распространились по всему региону. | устные традиции и формы выражения; исполнительские искусства; знания и навыки, связанные с традиционными ремёслами                                                                                  | 2009                  | 253      |
| 3  |             | Традиционное искусство тканья азербайджанских ковров (азерб. Azərbaycan xalça toxuculuğu ənənəvi sənəti) | Ковроткачество в Азербайджане является семейной традицией, передающейся устно и через практику. Весной и осенью, мужчины стригут овец, в то время как женщины с весны по осень собирают красители, прядут и красят пряжу. Ковры ткутся зимой, в работе участвуют все женщины семьи — молодые девочки учатся у своих матерей и бабушек, а невестки помогают своим свекровям. Срезание оконченного ковра со станка является необычайным торжеством. | устные традиции и формы выражения; обычаи, обряды, празднества; знания и навыки, связанные с традиционными ремёслами                                                                                | 2010                  | 389      |
| 4  |             | Мастерство изготовления и искусство игры на таре (азерб. Simli musiqi aləti tarın hazırlanma və ifaçılıq sənəti) | Изготовление тара начинается с тщательного подбора материалов для различных частей инструмента. Вырезанный из дерева полый корпус, имеющий форму восьмёрки, покрывается бычьим перикардом, к нему прикрепляется гриф и добавляются металлические струны. Исполнители держат инструмент горизонтально у груди и перебирают струны плектром. Тар, считающийся одним из главных музыкальных инструментов в Азербайджане, используется во многих традиционных музыкальных стилях, как в сочетании с другими инструментами, так и самостоятельно. | исполнительские искусства; знания и навыки, связанные с традиционными ремёслами | 2012                  | 671      |
| 5  |             | Традиционное искусство изготовления и ношения женского шёлкового головного платка кялагаи и его символизм (азерб. Qadın ipək baş örtüyü kəlağayının hazırlanması və simvolikası)                                                                    | Искусство изготовления кялагаи сконцентрировано в городе Шеки и посёлке Баскал. Ткани изготавливаются из тонких шёлковых нитей, а затем окрашиваются растительными веществами. Узоры наносятся с помощью деревянных штампов. Расцветка платков имеет символическое значение, и часто приурочена к общественным событиям (свадьба, траурная церемония, праздник). | знания и обычаи, относящиеся к природе и вселенной; обычаи, обряды, празднества; знания и навыки, связанные с традиционными ремёслами                                                               | 2014                  | 669      |
| 6  |             | Медное производство в Лагиче (азерб. Lahıc misgərlik sənəti) | Изготовление медных изделий является традиционным ремеслом в Лагиче. Работой руководит мастер по плавке меди, а ученик-подмастерье изучает необходимые приёмы и помогает мастеру. Медное производство является основным средством к существованию ремесленников, и источником сильного чувства идентичности и гордости. | знания и обычаи, относящиеся к природе и вселенной; обычаи, обряды, празднества; знания и навыки, связанные с традиционными ремёслами                                                               | 2015                  | 675      |
| 7  |             | Новруз (азерб. Novruz) Совместно с Индией, Ираном, Кыргызстаном, Пакистаном, Турцией и Узбекистаном Совместно с Афганистаном, Индией, Ираком, Ираном, Казахстаном, Кыргызстаном, Пакистаном, Таджикистаном, Туркменистаном, Турцией и Узбекистаном. | Для ряда стран, 21 марта является началом нового года, именуемым Новруз («новый день»). В этот период проводятся разнообразные ритуалы, церемонии и другие культурные мероприятия. | знания и обычаи, относящиеся к природе и вселенной; устные традиции и формы выражения; исполнительские искусства; обычаи, обряды, празднества; знания и навыки, связанные с традиционными ремёслами | 2009 2016             | 282 1161 |
| 8  |             | Культура приготовления и преломления хлебной лепёшки — лаваша, катырмы, жупки, юфки (азерб. Nazik çörəyin hazırlanması və paylaşılması mədəniyyəti: lavaş, katırma, jupka, yufka) Совместно с Ираном, Казахстаном, Кыргызстаном и Турцией.          | В приготовлении хлеба принимает участие не менее трёх человек, у каждого из которых бывают свои обязанности по готовке или выпечке. В выпечке хлеба часто задействованы члены одной семьи, но в сельской местности в работе участвуют соседи. Хлебные лепёшки не только употребляют во время обычных приёмов пищи, но и делятся им на свадьбах, рождениях, похоронах, различных праздниках и во время молитв. | знания и обычаи, относящиеся к природе и вселенной; устные традиции и формы выражения; обычаи, обряды, празднества                                                                                  | 2016                  | 1181     |
| 9  |             | Традиция приготовления и распространения долмы как показатель культурной идентичности (азерб. Mədəni kimliyin göstəricisi dolmanın bişirilməsi və paylaşılması ənənəsi)                                                                             | Традиция включает в себя знания и умения, связанные с приготовлением блюда «долма». Данное блюдо состоит из небольших начинок (из мяса, лука, риса, гороха и специй), завёрнутых в свежие или предварительно приготовленные листья или фаршированных в фрукты и овощи. Традиция распространена на всей территории страны и считается ключевой кулинарной практикой во всех её регионах. | знания и обычаи, относящиеся к природе и вселенной; обычаи, обряды, празднества | 2017                  | 1188     |
| 10 |             | Мастерство изготовления и искусство игры на кеманче (азерб. Kamança simli musiqi alətinin hazırlanma və ifaçılıq sənəti) Совместно с Ираном. | Каманча («маленький смычок») является значимым элементом классической и фольклорной музыки. Выступления с игрой на каманче занимают важную роль в различных общественных и культурных мероприятиях. Посредством своей музыки исполнители раскрывают множество тем: от мифологических до гностических и комических. | исполнительские искусства; знания и навыки, связанные с традиционными ремёслами | 2017                  | 1286     |
| 11 |             | Наследие Деде Горгуда — эпос, народные предания и музыка (азерб. Dədə Qorqud irsi, dastan mədəniyyəti, xalq nağılları və musiqisi) Совместно с Казахстаном и Турцией.                                                                               | Культура эпоса основана на героических легендах, историях и сказаниях и традиционных музыкальных композициях, передававшихся из поколения в поколение. Деде Горгуд появляется в каждой истории как легендарная личность и мудрец-менестрель, чьи слова, музыка и изложение мудрости связаны с традициями рождения, брака и смерти. | устные традиции и формы выражения; исполнительские искусства; обычаи, обряды, празднества | 2018                  | 1399     |
| 12 |             | Нар Байрамы, традиционный праздник и культура граната (азерб. Nar bayramı, ənənəvi nar festivalı və mədəniyyəti) | Нар Байрамы является ежегодным фестивалем, который проводится в Гёйчайском районе в октябре-ноябре и прославляет гранат, его традиционное использование и символическое значение. Культура граната включает в себя набор практик, знаний, традиций и умений, связанных с его выращиванием. Эти аспекты находят применение не только в кулинарии, но и в ремёслах, декоративно-прикладном искусстве, мифах, рассказах и других формах творческой деятельности. | знания и обычаи, относящиеся к природе и вселенной; устные традиции и формы выражения; исполнительские искусства; обычаи, обряды, празднества; знания и навыки, связанные с традиционными ремёслами | 2020                  | 1511     |
| 13 |             | Искусство миниатюры (азерб. Miniatür sənəti) Совместно с Ираном, Турцией и Узбекистаном. | Миниатюра является видом двухмерного искусства, котоое включает проектирование и создание небольших картин на различных носителях, таких как книги, папье-маше, ковры, текстиль, стены и керамика. Для создания миниатюр используются такие материалы, как золото, серебро и различные органические вещества. Исторически миниатюра ассоциировалась с книжной живописью, где текст дополнялся визуальными элементами, но с течением времени она также начала использоваться в архитектуре и в оформлении общественных пространств. Узоры миниатюры являются отражением верования, мировоззрения и образа жизни, а исламское влияние придало искусству новый характер. | знания и обычаи, относящиеся к природе и вселенной; знания и навыки, связанные с традиционными ремёслами                                                                                            | 2020                  | 1598     |
| 14 |             | Традиция пересказа анекдотов о Молле Насреддине (азерб. Molla Nəsrəddin lətifələrinin şifahi ənənəsi) Совместно с Казахстаном, Кыргызстаном, Таджикистаном, Турцией, Туркменистаном и Узбекистаном.                                                 | Традиция пересказа анекдотов о Молле Насреддине представляет собой общественную практику рассказывания анекдотов о философе и мудреце, известному своей смекалкой, юмористическим анализом и отражением общества и жизненного опыта. | устные традиции и формы выражения; исполнительские искусства; обычаи, обряды, празднества | 2022                  | 1705     |
| 15 |             | Шелководство и традиционное производство шёлка для ткачества (азерб. İpəkçilik və toxuculuq üçün ənənəvi ipək istehsalı) Совместно с Афганистаном, Ираном, Турцией, Таджикистаном, Туркменистаном и Узбекистаном.                                   | Фермеры занимающиеся шелководством ухаживают за шелкопрядами, выращивая тутовые деревья для их питания. Коконы шелкопряда разматываются на волокна, из которых прядутся шёлковые нити, которые затем очищаются и окрашиваются. Шёлковые нити используются для создания тканей, ковров и занавесок, которые ценятся всеми социальными классами и применяются на особых мероприятиях, таких как свадьбы и похороны. Практика шелководства и производства шёлка, связанная с традициями Великого шёлкового пути, является отражением культурной идентичности и многовековой традиции, и способствовала обмену культурой и знаниями между странами.                       | знания и обычаи, относящиеся к природе и вселенной; устные традиции и формы выражения; обычаи, обряды, празднества; знания и навыки, связанные с традиционными ремёслами                            | 2022                  | 1890     |
| 16 |             | Культура пехлеванства, традиционные игры «зорхана», борьба и виды спорта (азерб. Pəhləvanlıq mədəniyyəti: ənənəvi zorxana oyunları, idman və güləş)                                                                                                 | Культура пехлеванства включает включает в себя борьбу и индивидуальные выступления. Пехлеваны используют специальные орудия, напоминающие средневековое оружие (например, мечи, щиты и луки), но более тяжёлые, что изначально было необходимо для того, чтобы они могли легко обращаться с настоящим оружием. Соревнования проходят под контролем судей и сопровождаются музыкой или ритмичными барабанами. | исполнительские искусства; обычаи, обряды, празднества; знания и навыки, связанные с традиционными ремёслами                                                                                        | 2022                  | 1703     |
| 17 |             | Культура чая: символ идентичности, гостеприимства и социального взаимодействия (азерб. Çay mədəniyyəti (çay) - kimliyin, qonaqpərvərliyin və sosial qarşılıqlı əlaqənin simvolu) Совместно с Турцией                                                | Чайная культура представляет собой значимую социальную практику, которая демонстрирует гостеприимство, способствует созданию и поддержанию социальных связей, а также используется для отмечания важных событий в жизни сообществ. Среди прочих видов чая, наиболее распространено потребления чёрного чая. | знания и обычаи, относящиеся к природе и вселенной; устные традиции и формы выражения; обычаи, обряды, празднества; знания и навыки, связанные с традиционными ремёслами                            | 2022                  | 1685     |
| 18 |             | Мастерство изготовления и искусство игры на балабане (азерб. Balaban sənətkarlığı və ifaçılıq sənəti) Совместно с Турцией | Балабан является старинным духовым инструментом, и состоит из трёх частей: корпуса, широкой плоской двойной трости и зажима. Традиционно балабан изготавливается из сливового или абрикосового дерева и обрабатывается льняным или оливковым маслом. После высыхания мастера просверливают несколько отверстий в передней части корпуса и одно отверстие в задней части. Размеры, число отверстий и используемые материалы различаются от региона к региону. Знания, навыки и методы изготовления и игры на балабане обычно передаются неформально в семьях посредством наблюдения и наглядного опыта, а также посредством ученичества.                               | знания и обычаи, относящиеся к природе и вселенной; исполнительские искусства; обычаи, обряды, празднества; знания и навыки, связанные с традиционными ремёслами                                    | 2023                  | 1704     |
| 19 |             | Искусство инкрустации перламутром (азерб. Sədəf sənətkarlığı) Совместно с Турцией | Инкрустация перламутром используется в различных деревянных предметах, таких как футляры для Корана, столы, сундуки, стулья, зеркала, шкатулки и музыкальные инструменты. Работа мастера начинается с вырезания внутренних раковин моллюсков в различные формы. В работе применяются твёрдые породы дерева; для создания контраста с белым перламутром предпочтение отдаётся древесине тёмного цвета. | знания и обычаи, относящиеся к природе и вселенной; знания и навыки, связанные с традиционными ремёслами                                                                                            | 2023                  | 1874     |
| 20 |             | Искусство иллюминирования: «тазхиб» (азерб. İncəsənət illüminasiyası: Təzhib) Совместно с Ираном, Таджикистаном, Турцией и Узбекистаном | Иллюминирование является старинным декоративным искусством, применяющимся на страницах рукописей, каллиграфических текстов и миниатюр. Основными материалами являются листовое золото или золотая краска, в работе с которыми требуются специальные знания и навыки. Помимо этого, в иллюминировании используются натуральные красители, а также ставшие популярными в последние годы синтетические краски, такие как акварель и гуашь. | знания и обычаи, относящиеся к природе и вселенной; знания и навыки, связанные с традиционными ремёслами                                                                                            | 2023                  | 1981     |
| 21 |             | Ифтар и связанные с ним социально-культурные традиции (азерб. İftar və onun sosial-mədəni ənənələri) Совместно с Ираном, Турцией и Узбекистаном | Ифтар соблюдается мусульманами на закате в месяц Рамадан, после завершения всех религиозных обрядов. Ифтар часто принимает форму собраний или совместных трапез, тем самым укрепляет семейные и общественные связи и способствует благотворительности, солидарности и социальному обмену. | знания и обычаи, относящиеся к природе и вселенной; устные традиции и формы выражения; исполнительские искусства; обычаи, обряды, празднества                                                       | 2023                  | 1984     |
| 22 |             | Искусство тандира и выпечка хлеба в Азербайджане (азерб. Azərbaycanın təndir sənətkarlığı və çörəkbişirmə üsulu) | Выпечка хлеба в тандирах широко распространена в Азербайджане. Тендиры бытуют как в районах, так и в городских центрах республики. В основном в тандире пекут хлеб чурек, нередко и лаваш. | знания и обычаи, относящиеся к природе и вселенной; обычаи, обряды, празднества | 2024                  | 2120     |

## Список наследия, нуждающегося в срочной защите
В данной таблице шедевры устного и нематериального культурного наследия расположены в порядке их добавления в список наследия, нуждающегося в срочной защите.
| # | Изображение | Название | Краткое описание | Критерии                                                                                  | Угрожающие факторы | Год внесения в список | №    |
| - | ----------- | --- | --- | ----------------------------------------------------------------------------------------- | --- | --------------------- | ---- |
| 1 |             | Човган, традиционная верховая игра на карабахских конях (азерб. Çovqan ənənəvi Qarabağ atüstü oyunu)                                   | Човган является традиционной конной игрой на ровном травяном поле. В игре участвуют две команды всадников на карабахских конях, которые состоят из пяти игроков: двух защитников и трёх нападающих. Игра начинается в центре поля, и участники используя деревянные молотки, стараются забить небольшой кожаный или деревянный мяч в ворота противника. Процесс игры сопровождается народной инструментальной музыкой «джанги». Все игроки и тренеры — местные мужчины-фермеры и опытные наездники, которые традиционно носят большие каракулевые шапки, длинные облегающие пальто с высокой талией, а также специальные брюки, носки и обувь. Човган способствует укреплению чувства идентичности, укоренённого в кочевой культуре, и подчёркивает важность лошади в повседневной жизни. | обычаи, обряды, празднества                                                               | конфликты, снижение интереса молодёжи, нехватка финансовых ресурсов, утрата значимости, материальный недостаток, быстрая экономическая трансформация, репрессивная политика, миграция из сельской местности в города, нехватка карабахских лошадей | 2013                  | 905  |
| 2 |             | Яллы (кочари, тензэрэ), коллективные традиционные танцы Нахичевана (азерб. Yallı (köçəri, tənzərə) – Naxçıvanın ənənəvi qrup rəqsləri) | Яллы представляет собой традиционные групповые танцы. Обычно яллы исполняются в круге, цепочкой или линией и включают элементы игр, пантомимы (имитации птиц и других животных), а также физические упражнения и движения. До середины двадцатого века танцы яллы были весьма популярны, но впоследствии определённые факторы оказали влияние на передачу этой практики. | устные традиции и формы выражения; исполнительские искусства; обычаи, обряды, празднества | конфликты, малочисленность практикующих, утрата значимости, сокращение практики, сокращение репертуара, миграция из сельской местности в города, театрализация                                                                                     | 2018                  | 1190 |